# Württembergisches Palais (Lubin)
Das Württembergische Palais in Lüben war ein Palais an der damaligen Glogauer Landstraße.

## Geschichte
Das Palais steht in Verbindung mit dem Aufenthalt des spätere Württembergische Königs Friedrich  in Lüben. Bei seiner Hochzeit am 15. Oktober 1780 muss sein neues Haus, das als Württembergisches Palais bekannt wurde, schon bestanden haben. Im Palais wurde dem Prinzen am 27. September 1781 der erste Sohn geboren, der spätere beliebte König Wilhelm I. von Württemberg. Der Bau wurde offenbar unter polnischer Verwaltung abgetragen.

## Bauwerk
In seiner Grundhaltung zeigte sich der Bau als quer gelagerter Längsbau mit Mansarddach, mit betonter Mitte und zentraler Freitreppe. Der Mittelbau, zu dem eine einfache Freitreppe hinaufführte, zeigte ein bescheidenes Portal, das in einer Nische stand, die oben in einer eingezogenen kassettierten Viertelskugel endete. Über der sich in die Breite streckenden Attika war das württembergische Wappen angebracht. Das Mittelstück des Palais ragte massiv über die Traufe bis zum First hinauf und zeigte neben der Rundnische zu beiden Seiten der Tür je ein Fenster, und über diesen im Obergeschoß je eine Halbkugel-Nische, in der auf niedrigem Postament je eine Porträtbüste stand. Das Portalmotiv ähnelt demjenigen des Stadttheaters Glogau.